# Е
Е, е е буква от кирилицата. Обозначава полуотворената предна незакръглена гласна /ɛ/, а в руския – полузатворената предна незакръглена гласна /е/. Присъства във всички славянски кирилски азбуки (6-а в българската, беларуската и руската азбука и 7-а в украинската, сръбската и македонската). Използва се също така и в кирилските азбуки на езиците в Руската федерация и ОНД. В старобългарската и църковнославянската азбука буква Е се нарича ѥстъ и есть. В кирилицата изглежда така Е и има цифрова стойност 5, в глаголицата изглежда така  и има цифрова стойност 6. Произлиза от гръцката буква Ε, ε (епсилон). При въвеждането на гражданския шрифт през 1707 – 1711 г. започва да се използва само този вариант на буквата, който е тъждествен с латинската буква E, e (преди за малка буква са се използвали само форми от вида: є или ɛ).